# Paradidyma mexicana
Paradidyma mexicana är en tvåvingeart som först beskrevs av Brauer och Julius Edler von Bergenstamm 1893.  Paradidyma mexicana ingår i släktet Paradidyma och familjen parasitflugor. Inga underarter finns listade i Catalogue of Life.